# Víctor Claver i Arocas
Víctor Claver i Arocas (València, 30 d'agost de 1988) és un jugador de bàsquet valencià que actualment juga al València Basket Club.

## Carrera esportiva
Va començar jugant en les categories inferiors dels Maristes de València, més tard va continuar amb la seua progressió per a passar a formar part de les categories inferiors del València Basket Club. Durant la temporada 2005-06 va jugar en el Pamesa València de la lliga EBA i una temporada més tard pujaria al primer equip.
A les darreries de juny de 2009 va ser triat en el lloc 22 de la primera ronda del Draft de l'NBA del 2009 pels Portland Trail Blazers. S'estigué al Basket València fins que a l'estiu de 2012 va passar als Portland Trail Blazers de l'NBA, esdevenint així el primer valencià a jugar a la lliga estatunidenca.
El juliol de 2014 va ser inclòs pel seleccionador estatal Juan Antonio Orenga a la llista dels dotze jugadors que disputarien amb la selecció espanyola de bàsquet el Campionat del món de 2014.
Seguidament, l'any 2015 el jugador valencià, després que se li rescindira el contracte a l'NBA, es traslladà a la VTB League (Lliga russa de bàsquet) on acabà la temporada amb el BC Khimki. L'any següent jugà al Lokomotiv Kuban rus, on va assolir la Final Four de l'Eurolliga, que es va disputar al Berlín.
L'estiu de l'any 2016 va firmar un contracte de tres anys amb el FC Barcelona Lassa, on jugarà a les ordres del seu entrenador l'any passat, Georgios Bartzokas. El mateix any, també va ser medalla de bronze amb la selecció espanyola de bàsquet als Jocs Olímpics d'estiu de Rio.
La temporada 2020-21 va arribar amb el Barça a la final de l'Eurolliga (derrota contra l'Efes Pilsen), i va guanyar contra el Reial Madrid la Copa del Rei i la Lliga ACB amb els blaugrana.

## Mèrits
- Guanyador del concurs d'esmaixades la temporada 2007-08 de l'ACB.
- Premi a l'Esportista Revelació 2007 de la Comunitat Valenciana atorgat per Nostresport.
- Medalla d'Or en Eurobasket 2009 a Polònia amb la Selecció espanyola de bàsquet.
- Medalla de Bronze en Eurobasket 2013 a Eslovènia amb la Selecció espanyola de bàsquet.
- Medalla d'Or en Eurobasket 2015 a França amb la Selecció espanyola de bàsquet.
- Medalla de Bronze a Rio 2016.